# Honky
Honky (también escrito honkie o honkey) es un antiguo insulto para la gente blanca utilizado en el sur de Estados Unidos y Reino Unido. Aparece escrito por primera vez en este contexto en 1946 aunque su uso en la expresión Honky Tonk es anterior. Su origen exacto es desconocido.

## Significados, orígenes y usos posibles
Honky puede ser una variante de hunky, que a su vez proviene de bohunk, un despectivo contra la población inmigrante magiar de Bohemia a principios de la década de los años 1900. Honky puede venir de los mineros de carbón en Oak Hill (Virginia Occidental). Los mineros eran segregados: negros en una sección, blancos en otra. Los extranjeros que no hablaban inglés eran separados en un tercer grupo en un área conocida como "Hunk Hill", por lo que esos trabajadores eran conocidos como Hunkies.
Honky puede también derivar del término "xonq nopp", que en idioma wólof de África Occidental significa, literalmente "persona de orejas rojas" y por tanto "persona de raza blanca". El término era originario de esclavos de origen wólof enviados a Estados Unidos
Otra evidencia documentada y posible explicación del origen del término es que honky era el apodo que la población negra daba a la blanca (llamados "johns" o "curb crawlers") que - en determinados barrios rojos a principios de los años 1910- tocaba el claxon ("honk" como onomatopeya de este sonido) y esperaba a que las prostitutas salieran para irse con ellas.
Honky se adopta como peyorativo en 1967 por militantes de Black Power en el "Comité Coordinador Estudiantil No Violento" en la búsqueda de un equivalente al término nigger. El director del SNCC, H. Rap Brown, el 24 de junio de 1967 dio una audiencia para negros en Cambridge (Massachusetts), en la que decía "You should burn that school down and then go take over the honky's school." Brown continuaba diciendo "If America don't come round, we got to burn it down. You better get some guns, brotha. The only thing the honky respects is a gun. You give me a gun and tell me to shoot my enemy, I might shoot Ladybird (la Primera Dama)."
Honky ha sido también usado ocasionalmente (e intencionadamente de forma irónica) por parte de blancos que apoyaban a los afroamericanos, tal y como se pudo ver en el juicio de 1968 contra el miembro del partido Black Panther Party, Huey Newton, cuando un compañero pantera, Eldridge Cleaver creó unos pines para los blancos que apoyaban a Huey Newton con el lema "Honkies for Huey."

## Otros usos
En Australia, Malasia, Singapur y Hong Kong mismo, el término se utiliza de forma natural para referirse a la persona originaria de Hong Kong ("Honky"). También de forma familiar es el apócope de "honcarenko", término eslavo para las personas originarias de Ucrania.

## En música
El término honky-tonk hace referencia a un tipo de música country, así como el tipo de bares donde suena. Un tack piano hace referencia a un piano honky-tonk. Algunos músicos country como David Allen Coe, han utilizado el término honky y honky-tonky en canciones muy conocidas como: "It Wasn't God Who Made Honky Tonk Angels" (Kitty Wells), "Honky Tonk Women" (The Rolling Stones), "Honky Cat" (Elton John), "Honky Tonk Blues" (Hank Williams), "Chasin' That Neon Rainbow" (Alan Jackson) y "Honky Tonk Man" (Johnny Horton).
Otros usos son Honky (álbum de Melvins), The Chicago Honky (estilo de polka), MC Honky (DJ stage persona), Honky Château (álbum de Elton John), Talkin' Honky Blues (álbum de Buck 65) y Honky (álbum de Keith Emerson). Honky's Ladder EP de 1996 de The Afghan Whigs. La versión larga de 1976 Disco/Funk hit "Play That Funky Music" de Wild Cherry, menciona. El rapero Macklemore utiliza el término en su canción "Thrift Shop", en la expresión "Damn, That's a Cold Ass Honky!"